# Ufuk Sarıca
Ufuk Sarıca (1972.) je bivši turski košarkaš i državni reprezentativac. Danas je košarkaški trener. Igrao je na mjestu beka. Visine je 194 cm. Igrao je u Euroligi sezone 1998./99. za turski Efes Pilsen.